# عادل زینالوف
عادل آقاکریم اوغلو زینالوف بازیگر و مدیر ایالتی تئاتر لانکاران اهل کشور جمهوری آذربایجان بود.